# 畢昭
畢昭（1474年—？），字應章，號蒙斋，山東新城縣人，畢亨之子，明朝政治人物、進士出身。

## 生平
弘治五年（1492年）壬子科山東鄉試第四名舉人。弘治十二年（1499年）中式己未科會試第十二名，二甲第二十六名進士。授工部主事，升员外郎，正德元年（1506年）奉命修理会通河，修复大通桥至通州河道，及闸十二、坝四十一。升任郎中，出為河南汝寧府知府，九年二月升河南右參政。十年丁父忧。服闋，复除陕西右参政，十六年七月剿灭回贼陈克己等，十二月以功升本省右布政使，嘉靖三年（1524年）陞都察院佥都御史巡抚山西。四年二月因母病辭職，不久母亲去世守制，后去世。

## 家族
曾祖畢鐸；祖畢理，教谕封吏部郎中；父畢亨，两淮运使。母羅氏，封宜人。重庆下。弟晓、昕、時。